# Percy MacKaye

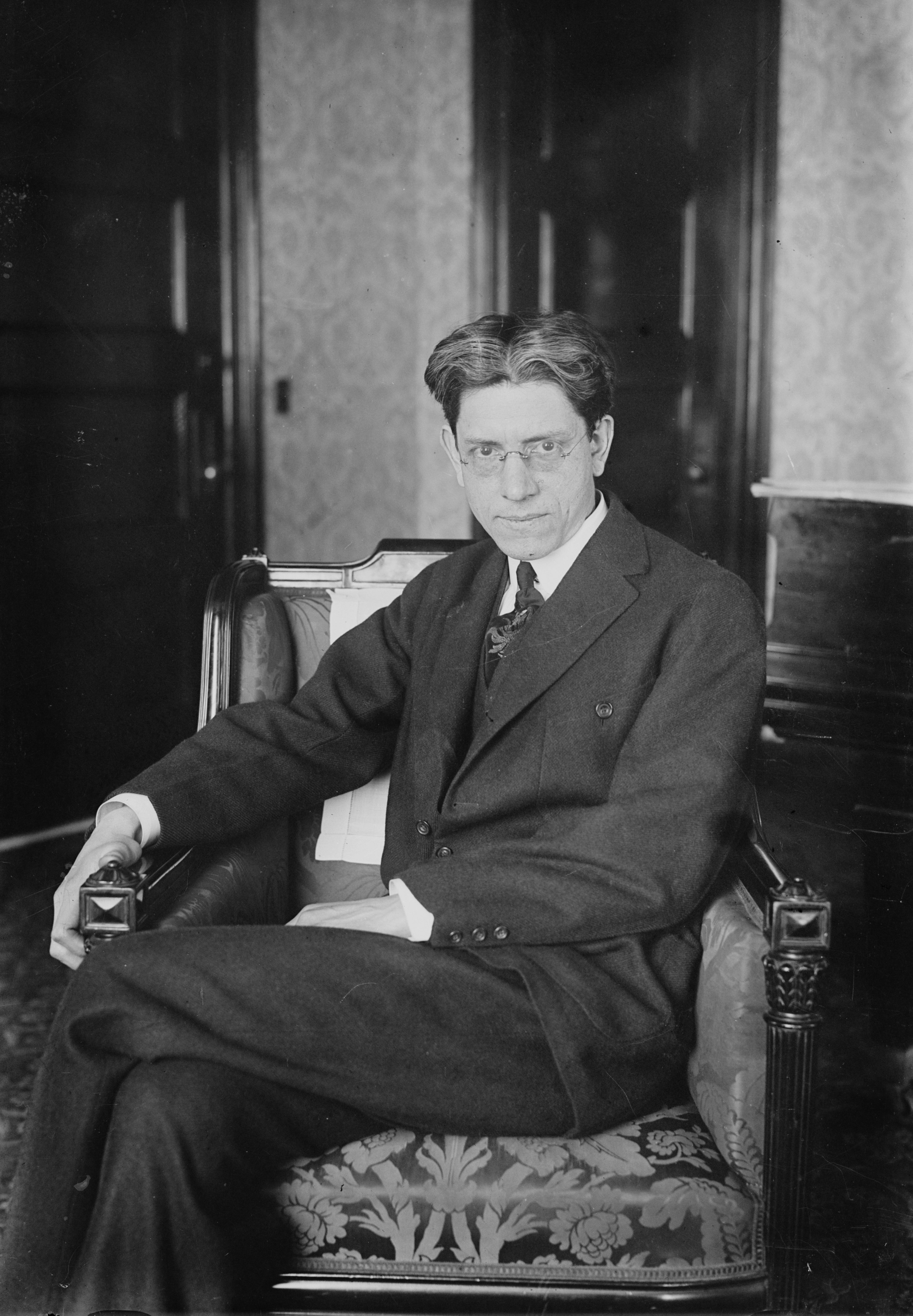
Percy MacKaye 1916

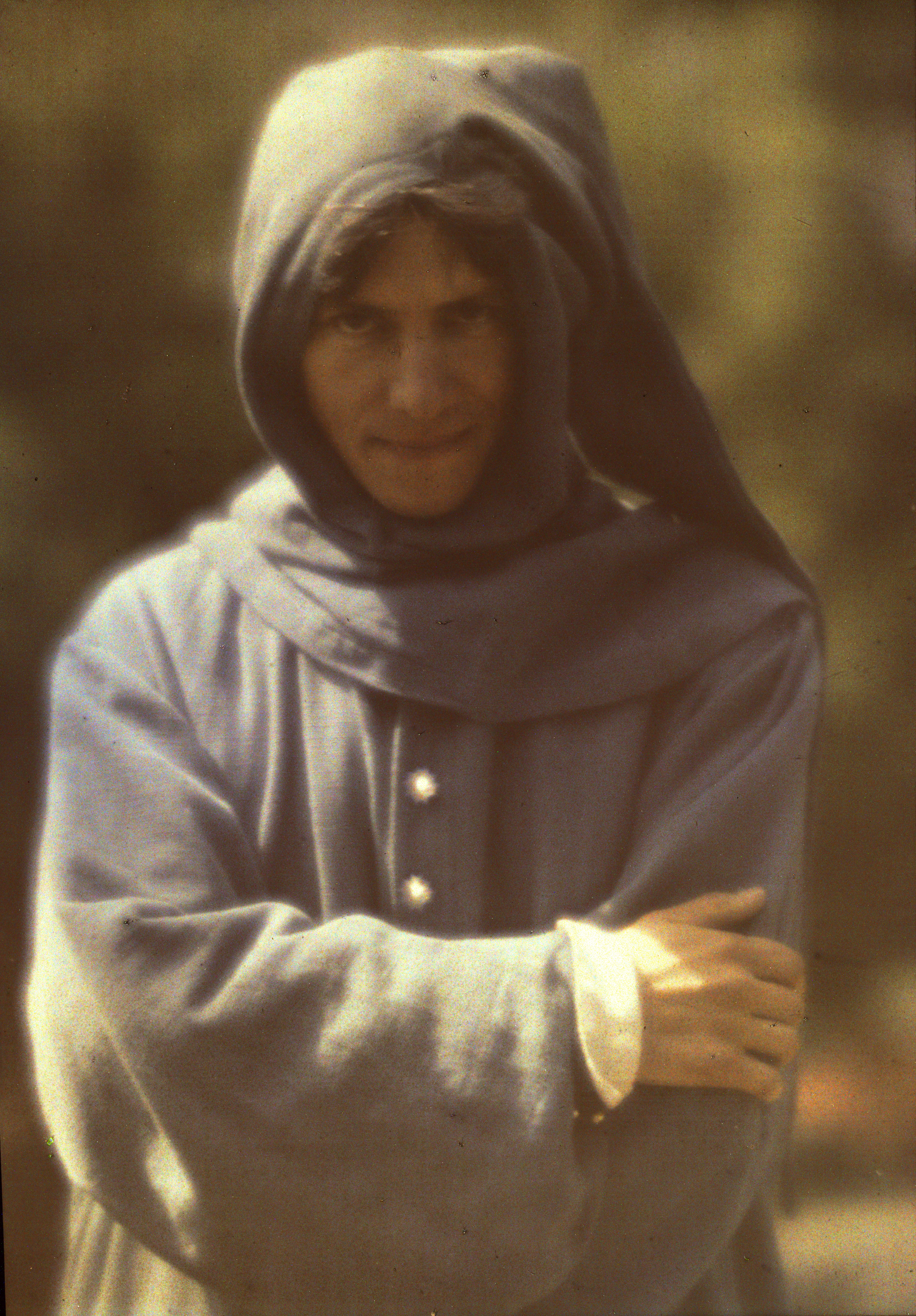
Percy MacKaye auf einer Autochrom von 1913 als Alwyn the poet in seinem Stück Sanctuary: A Bird Masque. Fotograf: Arnold Genthe

Percy Wallace Loring MacKaye (* 16. März 1875 in Manhattan; † 31. August 1956 in Cornish, Sullivan County, New Hampshire) war ein US-amerikanischer Dramatiker und Dichter.

## Leben
Sein Vater war der Schauspieler, Theaterproduzent und Erfinder Steele MacKaye (1842–1894), auch seine Mutter Mary war dem Theater verbunden, sie adaptierte zum Beispiel Jane Austens Stolz und Vorurteil für die Bühne. Seine Brüder waren der Ingenieur und Philosoph James MacKaye (1872–1935) und der Umweltschützer und Forstwissenschaftler Benton MacKaye (1879–1975). Kurz nach MacKayes Geburt zog die Familie nach Brattleboro, Vermont, wo sein Vater im selben Haus arbeitete, in dem später Rudyard Kipling wohnte. MacKaye studierte in Harvard. Nach seinem Abschluss 1897 verbrachte er zwei Jahre in Europa, besuchte dort Rom, Brunnen SZ in der Schweiz, und London und studierte an der Universität Leipzig. Er kehrte 1900 nach New York zurück, wo er als Lehrer in einer Privatschule arbeitete und Theaterstücke schrieb. Nach 1904 schrieb er hauptberuflich. 1908 wurde er in die American Academy of Arts and Letters gewählt. Im Jahre 1920 war er Poet in Residence der Miami University in Oxford, Ohio. Er unterrichtete in den 1920er-Jahren auch Poetik und Volkskunde am Rollins College in Winter Park, Florida, einer Hochschule, an der sein Bruder James 1931 ebenfalls unterrichtete.
Zu Percy MacKayes Freundeskreis gehörte der Anthroposoph Albert Steffen und der Dichter Robert Frost sowie Khalil Gibran, Isadora Duncan, Thomas Alva Edison, Theodore Roosevelt und Woodrow Wilson. Er war verheiratet mit Marion Homer Morse (1872–1939) und hatte einen Sohn (* 1899) und zwei Töchter (* 1902 und * 1909). Seine Tochter Arvia MacKaye Ege (1902–1989) gründete die Rudolf-Steiner-Gesellschaft in Ghent (New York) und veröffentlichte mehrere Gedichtbände.

## Schreiben
Als Jugendlicher schrieb MacKaye schon Choräle für ein Projekt seines Vaters bei der Weltausstellung 1893 in Chicago. Als Student in Harvard schrieb er Sapho, ein Drama in Reimform, welches von Studenten aus Harvard und dem Wellesley College aufgeführt wurde. Sein erster großer Erfolg war 1903 die Komödie The Canterbury Tales, eine Adaption Geoffrey Chaucers in Gedichtform, die 1904 durch E. H. Sothern bekanntgemacht worden war. Percy MacKayes große Leidenschaft war das Mittelalter, was sich in seiner Themenauswahl und seiner Sprache deutlich zeigt. Er arbeitete in seinen Theaterstücken häufig mit historischen Umzügen und Masken. Ein weiteres Themengebiet waren nordische Sagen und die Geschichte der Bewohner Kentuckys. Bekannt ist auch eine vierbändige Vorgeschichte zu Shakespears Hamlet, die 1949 erschien. Zwischen 1903 und 1927 wurden mehr als ein Dutzend seiner Theaterstücke veröffentlicht, sowie elf Maskenspiele, vier Opern, vier Essays und eine zweibändige Biographie über seinen Vater. Sein Theaterstück The Scarecrow, geschrieben 1908 und am Broadway 1911 mit Frank Reichert in der Hauptrolle uraufgeführt, wurde dreimal verfilmt: 1923 von Frank Tuttle als Puritan Passions sowie 1972 als Fernsehadaption mit Gene Wilder von Boris Sagal und im Jahr 2000 als Zeichentrickfilm von Brian Nissen und Richard Rich. Das Stück basiert auf Feathertop, einer im 17. Jahrhundert spielenden und 1852 veröffentlichten Kurzgeschichte von Nathaniel Hawthorne.

## Werke

### Theaterstücke
- The Canterbury Tales. A Comedy. 1903
- Jeanne D’Arc. A Tragedy. 1906 (Broadway-Aufführung am Lyric Theatre ab dem 21. Januar 1907, produziert von Lee und J. J. Shubert)
- Sappho and Phaon. 1907 (Broadway-Aufführung am Lyric Theatre vom 21. Oktober 1907 bis Oktober 1907, 7 Aufführungen, Musik A. A. Stanley, produziert von Harrison Gray Fiske)
- The Scarecrow. A Tragedy of the Ludicrous. 1908[9] (Broadway-Aufführung am Garrick Theatre vom 17. Januar 1911 bis Februar 1911, 23 Aufführungen, produziert von Henry B. Harris)
- A Garland to Sylvia. A Dramatic Reverie.
- Kinfolk of Robin Hood.
- Mater. An American Study in Comedy. 1908 (Uraufführung am Van Ness Theatre in San Francisco am 3. August 1908; Broadway-Aufführung am Savoy Theatre vom 25. September 1908 bis Oktober 1908, 27 Aufführungen, Regie: Frank Brownlee, produziert von Henry Miller, Musik: George Chadwick)
- Anti-Matrimony. A Satirical Comedy. 1910 (Broadway-Aufführung am Garrick Theatre vom 22. September 1910 bis Oktober 1910, 20 Aufführungen)
- Tomorrow. A Play in Three Acts. 1912
- Yankee Fantasies. Five One-Act Folk Plays. 1912
- A Thousand Years Ago. A Romance of the Orient. 1914 (Broadway-Aufführung im Shubert Theatre vom 6. Januar 1914 bis März 1914, 87 Aufführungen, produziert von Lee und J. J. Shubert)
- The Antic. 1915 (Broadway-Aufführung im Brandbox Theatre vom 4. Oktober 1915 bis 20. Mai 1916, produziert durch die Washington Square Players)
- Washington, the Man Who Made Us. A Ballad Play. 1919 (Broadway-Aufführung als George Washington im Lyric Theatre vom 1. März 1920 bis März 1920, 16 Aufführungen, produziert von Walter Hampden)
- Gettysburg. A Playin One Act. 1921[10]
- This Fine Pretty World. A Kentucky Mountain Comedy. 1923 (Broadway-Aufführung im Neighborhood Playhouse vom 26. Dezember 1923 bis Januar 1924, 33 Aufführungen, produziert von The Neighborhood Playhouse)
- Napoleon Crossing the Rockies. A Kentucky Mountain Play. 1924

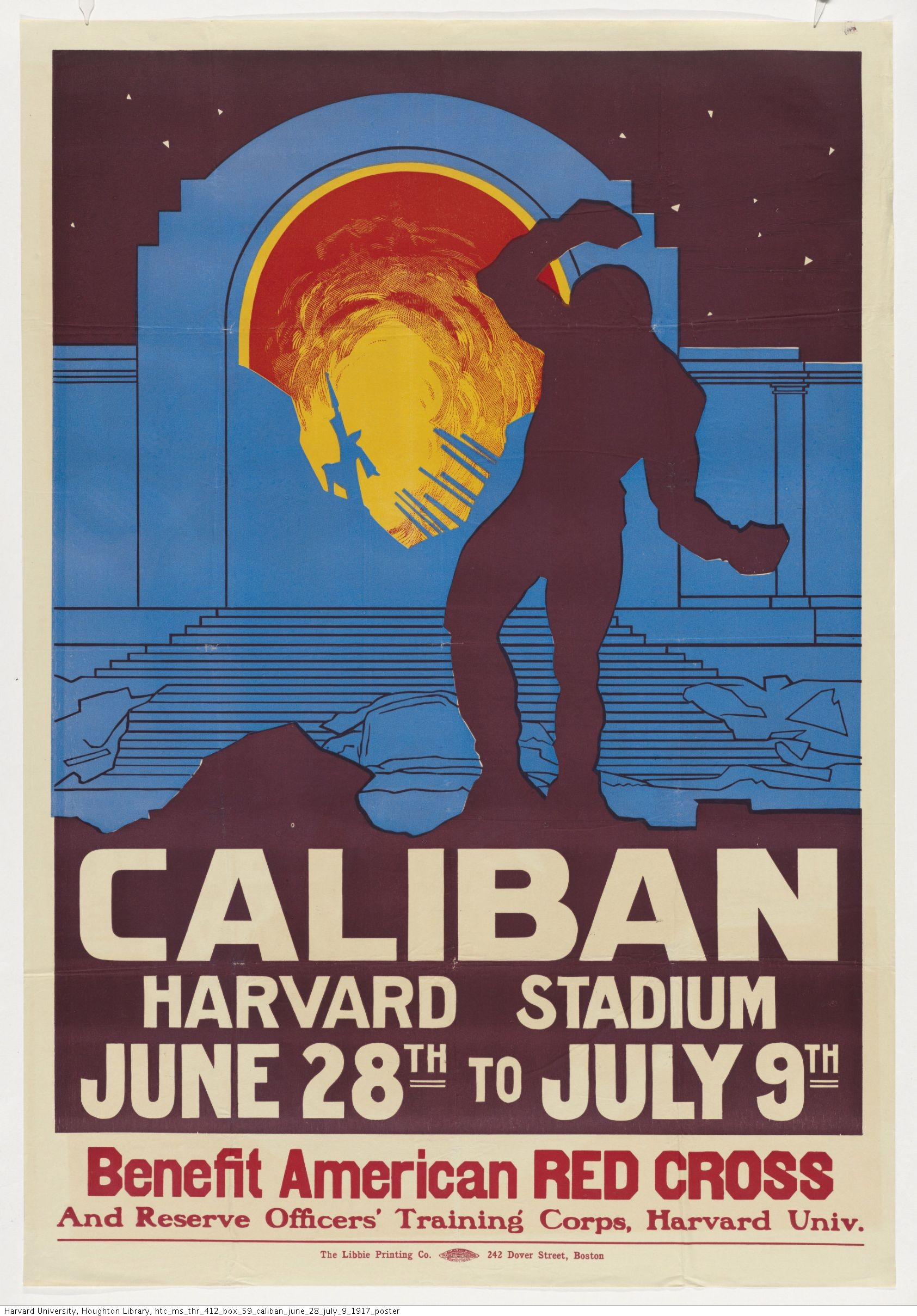
Plakat zur Aufführung von Caliban im Harvard Stadium 1917

### Maskenspiele
- Gloucester Pageant. 1903
- Saint Gaudens Masque-Prologue. 1909
- Caliban. A Masque on the Art of Theatre. 1916 (Broadway-Aufführung als Caliban of the Yellow Sands vom 24. Mai 1916 bis Juni 1916 im Lewisohn Stadion des City College of New York, 10 Aufführungen, Regisseure: Joseph Urban und Richard Ornisky, jeweils 10.000 Besucher)
- Saint Louis. A Masque of the American Civilization.
- Sanctuary. A Bird Masque. 1913 (geschrieben für ein Vogelschutzgebiet in Meriden, New Hampshire, Erstaufführung am 12. September 1913 in Anwesenheit von Präsident Woodrow Wilson. Mit den Präsidententöchtern Eleanor und Margaret Woodrow Wilson als Schauspielerinnen)[11]
- The New Citizenship. A Civic Ritual. 1915
- The Evergreen Tree. A Christmas Masque. 1917
- The Roll Call. A Masque of the Red Cross. 1918
- The Will of Song. A Ritual of Community Singing. 1919
- The Pilgrim and the Book. A Dramatic Service.

### Opern
- The Immigrants. A Tragedy. 1915
- The Canterbury Pilgrims. A Comedy. 1916 (Musik Reginald De Koven)
- Sinbad the Sailor. A Fantasy. 1917
- Rip Van Winkle. A Legend. 1919

### Essays
- The Playhouse and the Play. New York 1909
- The Civic Theatre. 1912
- A Substitute for War. Macmillan, New York 1915
- Community Drama. An Interpretation. 1917